# Dvärgsepiabläckfisk
Dvärgsepiabläckfisk (Sepia bandensis) är en bläckfiskart som beskrevs av William Adam 1939.
Arten ingår i släktet Sepia och familjen Sepiidae. Den förekommer i östra Indiska Oceanen och i västra centrala Stilla havet. Dvärgsepiabläckfisken blir upp till 10 cm lång. Den är bottenlevande och förekommer främst i grunda vatten vid korallrev och i sandiga habitat. Den uppträder ofta i anslutning till tagghudingar som sjögurkor och sjöstjärnor och födosöker nattetid efter kräftdjur. IUCN kategoriserar arten globalt som otillräckligt studerad. Inga underarter finns listade i Catalogue of Life.